# Broccolo
Il broccolo (Brassica oleracea var. italica) è una pianta verde commestibile della famiglia delle Brassicaceae la cui grande testa fiorita, gambo e piccole foglie associate vengono mangiate come verdura. I broccoli sono classificati nel gruppo di cultivar italica della specie Brassica oleracea. I broccoli presentano grandi corimbi,generalmente di colore verde scuro, disposti ad albero che si ramificano da un grosso gambo, solitamente di colore verde chiaro. La massa dei corimbi è circondata da foglie. I broccoli assomigliano al cavolfiore, che è un gruppo di cultivar diverso ma strettamente correlato della stessa specie Brassica oleracea.

## Descrizione
Il broccolo è una pianta annuale che può crescere fino a 60-90 cm di altezza. Il broccolo è molto simile al cavolfiore, ma a differenza di esso i suoi boccioli floreali sono ben formati e ben visibili. L'infiorescenza cresce all'estremità di uno stelo centrale spesso ed è di colore verde scuro. Sono state create teste viola, gialle o anche bianche, ma queste varietà sono rare. I fiori sono gialli con quattro petali. La stagione di crescita dei broccoli è di 14-15 settimane. I broccoli vengono raccolti a mano subito dopo che la testa è completamente formata, ma i fiori sono ancora nella fase di bocciolo. Dai germogli laterali la pianta sviluppa numerose piccole teste che possono essere raccolte successivamente.

## Coltivazione

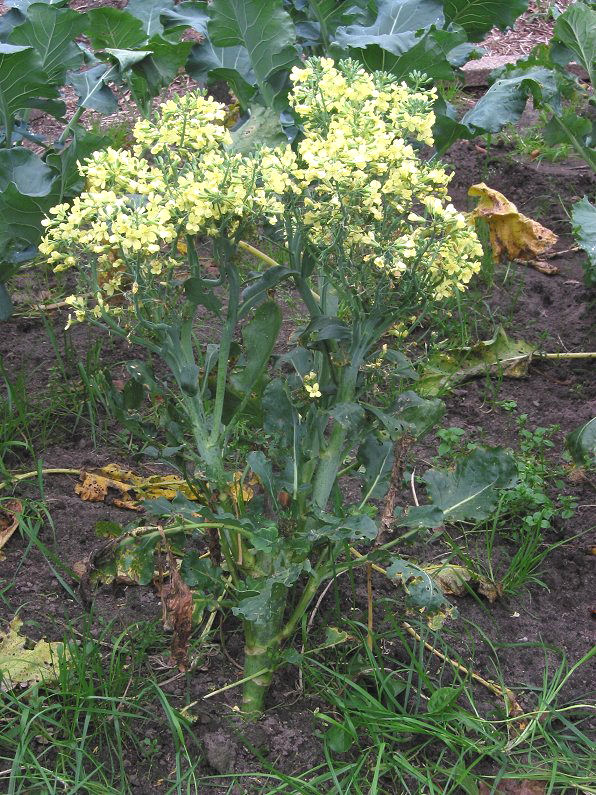
Infiorescenza

È una pianta originaria dell'antica Roma. Viene coltivato in varie zone d'Italia e del mondo ed è diffusa prevalentemente nell'area mediterranea, più precisamente dell’area compresa fra Grecia, Turchia, Siria e Cipro. È un ortaggio molto conosciuto a livello internazionale.
La maggior parte delle cultivar di broccoli sono colture da clima fresco che non rendono bene nei caldi climi estivi. I broccoli crescono meglio se esposti ad una temperatura media giornaliera compresa tra 18 e 23 °C. Quando il grappolo di fiori appare al centro della pianta, questo è generalmente verde. I broccoli dovrebbero essere raccolti prima che i fiori sulla testa sboccino. I broccoli non possono essere raccolti utilizzando macchine, ma vengono raccolti manualmente.

## Usi

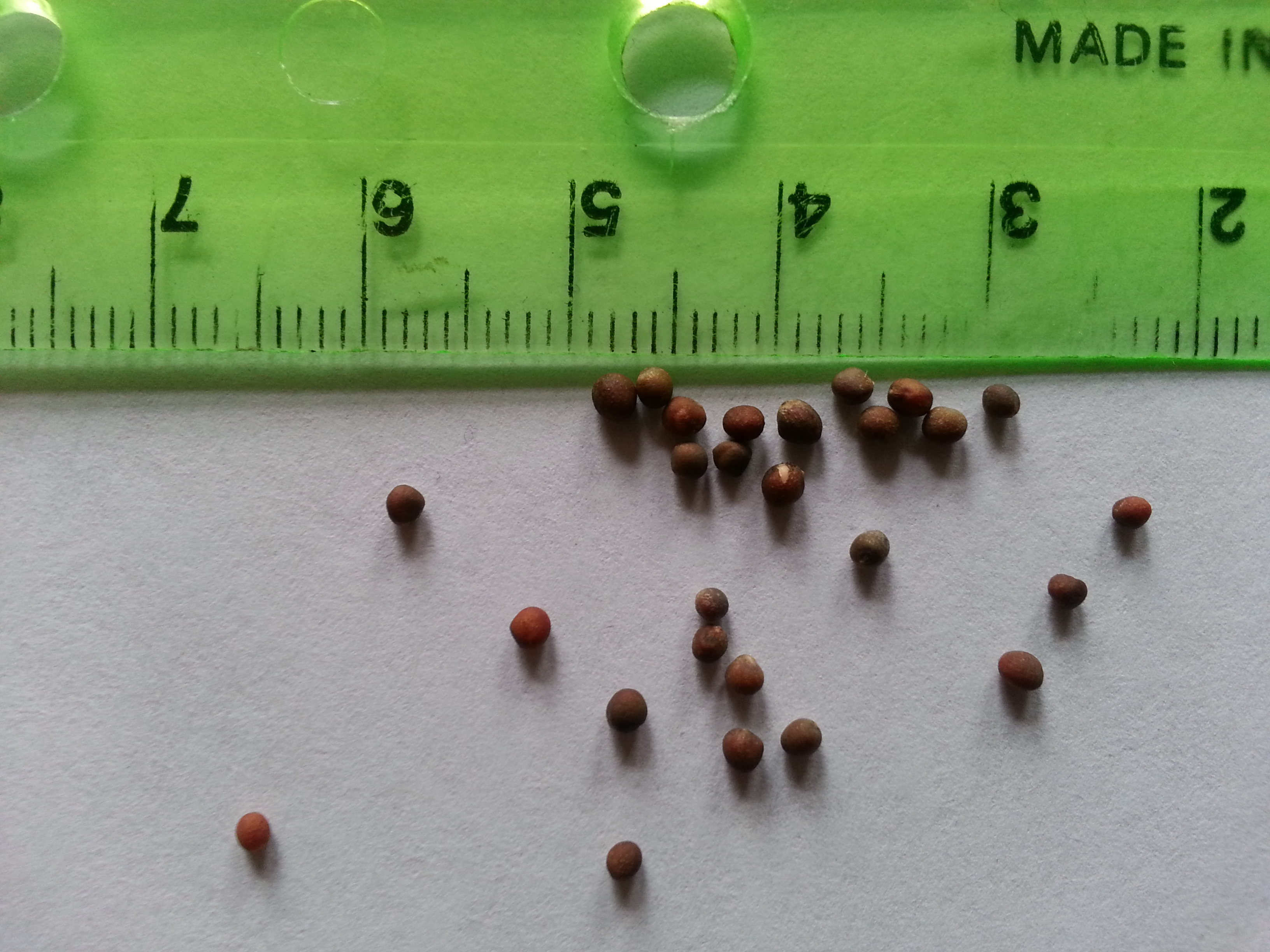
Semi

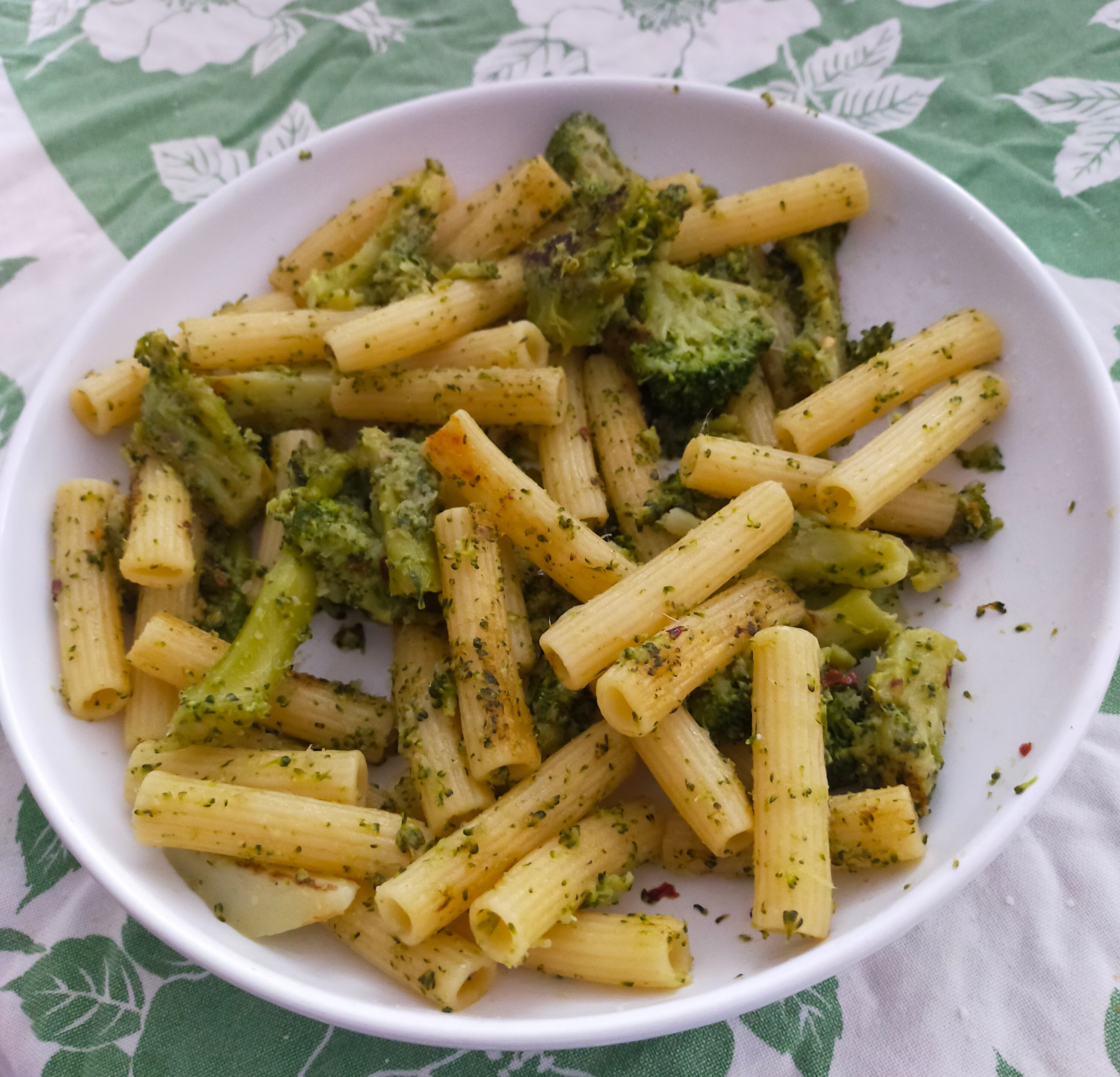
Pasta con i broccoli

Il suo utilizzo in cucina è diffuso in gran parte d'Europa e del mondo, soprattutto previa cottura e per la preparazione di zuppe e minestre. Il broccolo è originario del Sud Italia e ancora oggi, fuori dall'Italia, viene associato alla cucina italiana.
Si può consumare crudo in pinzimonio, ma è valorizzato soprattutto dalla cottura al vapore, gratinata o saltata. Rientra in numerose preparazioni tipiche regionali.
I broccoli sono una fonte particolarmente ricca di vitamina C e vitamina K. Il contenuto dei suoi caratteristici composti glucosinolati contenenti zolfo, isotiocianati e sulforafano diminuisce con l'ebollizione ma è conservato mediante cottura a vapore, microonde o frittura.

## Varietà locali
- Broccolo parthenon: ha la forma di una cupola alta ed ha grana molto fine e compatta. È di colore verde scuro intenso.
- Broccolo marathon: ha la testa a forma di cupola, ed ha grana fine di colore verde scuro.
- Broccolo fiolaro di Creazzo, tipico del Veneto.
- Mugnulo
- Sparacello: varietà tipica Siciliana/Palermitana, di colore verde intenso, con grana grossolana e sapore dolciastro.